# Токійська наречена
«Токійська наречена» (фр. Ni d’Ève ni d’Adam) — автобіографічний роман бельгійської авторки Амелі Нотомб; шістнадцятий роман письменниці, вперше виданий 2007 року. Того ж року книжка здобула премію «Прі де Флор».
Це любовна історія 21-річної белгійки Амелі і японця Рінрі, що розповідає про зіткнення японської та європейської культури. Як зізналася сама авторка, вона ніколи так багато не писала про кохання.

## Сюжет
Амелі приїздить у Японію, щоб пізнати культуру цієї країни та вивчити японську мову. Рінрі — японець, студент факультету французької філології. Вони обоє — немов люди із різних світів, але Рінрі закохується в цю дивну дівчину, таку близьку й далеку водночас. Амелі має мрію: зійти на Фудзіяму і зустріти на вершині цієї гори перші промені ранкової зорі. Лише так вона зможе глибше пізнати Японію і краще зрозуміти себе. Мрія Рінрі — одружитися з Амелі. Кожен із них іде до своєї мети, досягаючи власних вершин і пізнаючи себе, і врешті віднаходить щось більше, ніж кохання.

## Екранізації
2014 року вийшла екранізація роману.

## Український переклад
- Токійська наречена / Амелі Нотомб ; пер. з фр. П. Мигаля. — Львів : Видавництво Старого Лева, 2019. — 160 с. — ISBN 978-617-679-572-8[1].